# Perućačko jezero
Perućačko jezero (cyr. Перућачко језеро) – zbiornik zaporowy w Serbii oraz Bośni i Hercegowinie. Powstał poprzez spiętrzenie wód rzeki Driny.

## Charakterystyka
Jego powierzchnia wynosi 12,4 km², maksymalna głębokość to 70 m, a całkowita pojemność to 340 milionów m³.
W trakcie wojny w Kosowie w latach 90. XX wieku w jeziorze zatapiano masowo ciała ofiar zbrodni wojennych, które były zwożone tam samochodami chłodniczymi. Po utracie władzy przez Slobodana Miloševicia rozpoczęto w tej sprawie śledztwo, przeprowadzając liczne ekshumacje.